# Widderstein (Allgäuer Alpen)
Der Widderstein (auch Großer Widderstein) ist ein 2533 m ü. A. hoher Berg in Vorarlberg im westlichen Österreich. Topografisch gehört er zu den Südöstlichen Walsertaler Bergen der Allgäuer Alpen. Er ist der höchste Berg dieser Gruppe.

## Lage und Umgebung
Der Widderstein ist ein Bergmassiv in der südlichen Umrahmung des Kleinwalsertals. Nordöstlich des Großen Widderstein liegt, getrennt durch das Karlstor (2100 m), der Kleine Widderstein (2236 m). Im Osten trennt das Gemsteltal die Flanken des Widdersteins vom Massiv um den Elferkopf (2387 m) und das Geißhorn (2366 m). Im Süden liegt der Hochtannbergpass (1676 m), wo die Allgäuer Alpen zum Lechquellengebirge übergehen. Nach Westen hin liegt das Bärgunttal und das Massiv um den Heiterberg (2188 m). In einer Mulde südwestlich unter den Gipfelflanken liegt der Hochalpsee (1970 m).
Über den Berg verläuft die Grenze zwischen den Gemeinden Warth und Mittelberg.

## Geologie
Der Gipfelkörper des Widdersteins besteht aus Hauptdolomit der Allgäudecke, die hier auf die Arosa-Zone (Grenze zum unterlagernden Penninikum) aufgeschoben ist. Im Nordwesten im Bereich des Hochalpsees zeigen sich Kössener Schichten.

## Namensherkunft
Zum ersten Mal erwähnt wurde der Widderstein 1059 in einer Urkunde des Augsburger Hochstifts: in Widerostein. Eine weitere Erwähnung erfolgte 1471 und 1485 mit Widerstain. Blasius Huebers Vorarlbergkarte verzeichnete 1783 ein Widerstein Sp. Die Erwähnung hat die Bedeutung „Stein der Widder“, was sowohl für Steinbock als auch für das männliche Schaf, den Widder, stehen könnte.

## Alpinismus

### Erstbesteigung
Die erste belegte Besteigung des Widdersteins geschah am 25. Juli 1669, anderen Quellen zufolge 1664 durch einen Pfarrer Bickel aus Schröcken.

### Normalweg
Der Normalweg zum Gipfel beginnt am Hochtannbergpass und führt über Wiesenhänge zunächst in Richtung Widdersteinhütte. Auf ungefähr 2000 m zweigt ein Pfad nach Westen ab, der in knapp 15 Minuten zum Felsstock des Widdersteins führt. Ab hier führt ein markierter Felssteig (UIAA I-II) durch eine steinschlaggefährdete Rinne zum Gipfelgrat und von dort nach Osten querend zum Gipfelkreuz.
Dieser Normalweg des Widdersteingipfels wird mitunter Wanderern, Skitourengehern und Kletterern zum Verhängnis. So kam es 2019 zu mehreren tödlichen Abstürzen.
Den Einstieg zum Steig erreicht man auch aus Baad im Kleinwalsertal über den Hochalppass oder von Bödmen durch das Gemstelbachtal, bei der Oberen Gemstelalpe (1694 m) über den Gemstelpass zur Widdersteinhütte.

### Klettern
In den Wänden des Widdersteins gibt es einige Kletterrouten. In der Nordwand gibt es eine Route (Schwierigkeit IV+) von E. König und R. Schmierle aus dem Jahr 1897. Der Nordpfeiler hat die Schwierigkeit III/IV (eine Seillänge im unteren Bereich), der Ostgrat IV. Die Südwestwand zum Südwestgipfel III-IV wurde 1951 erstmals von B. Segger und F. Hieber durchstiegen. Zum ersten Mal durch die Westwand der Südschulter (V+) stiegen 1935 Helmreich und Hutter. Der Südgrat  II-III, eine Stelle IV, wurde von W. Blenk erstmals im Abstieg begangen.

## Bilder

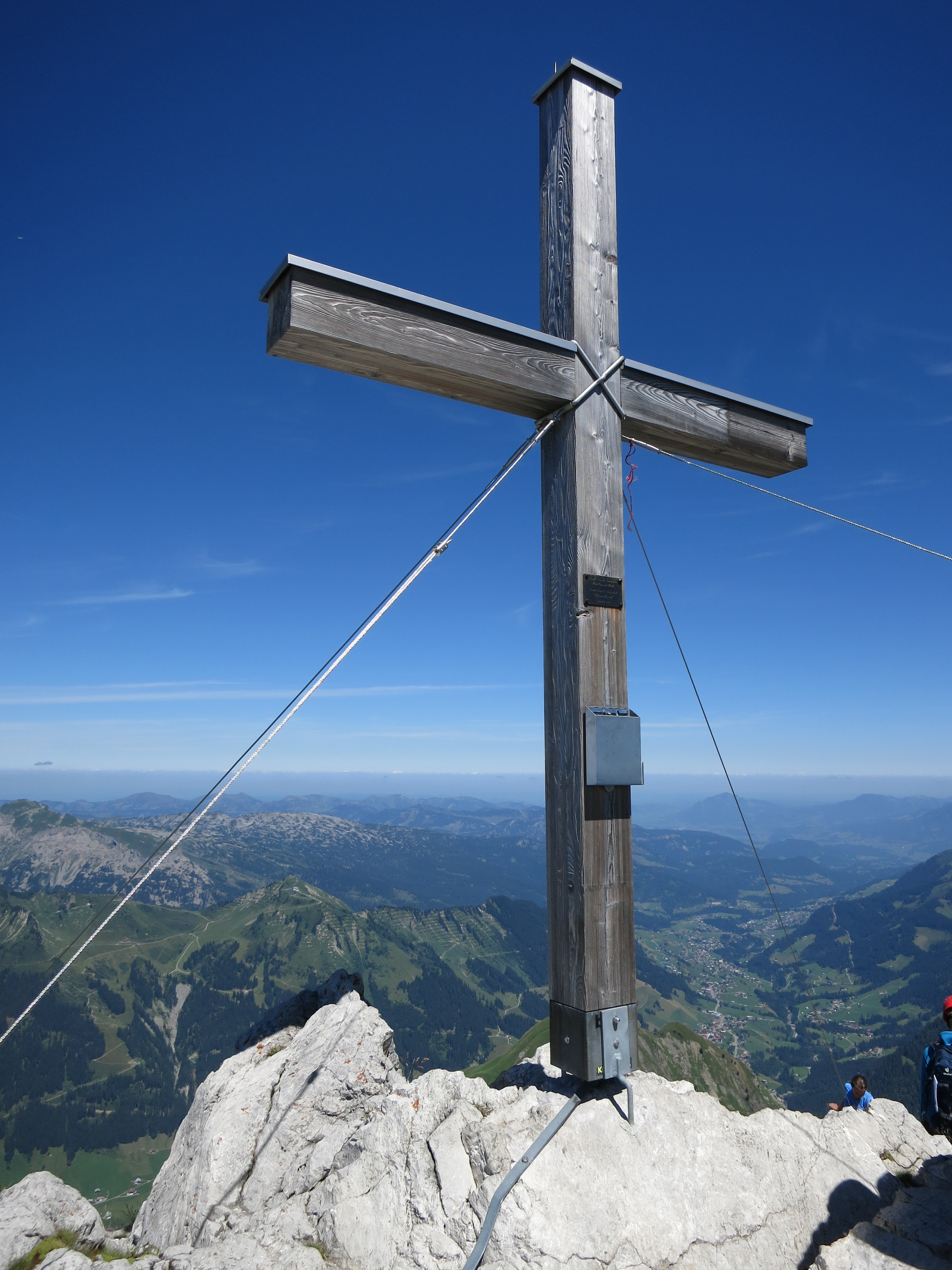
Das Gipfelkreuz
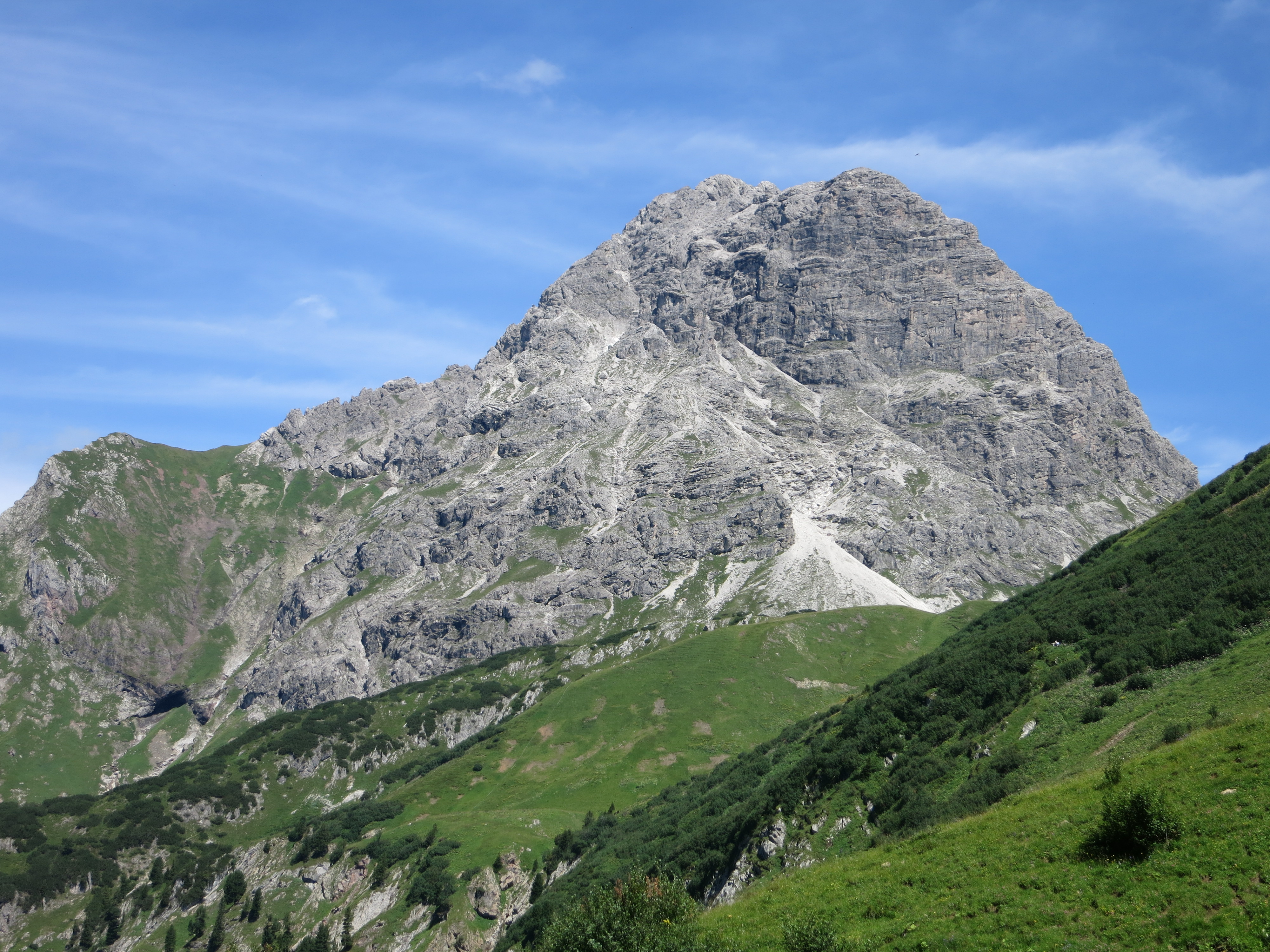
Westansicht
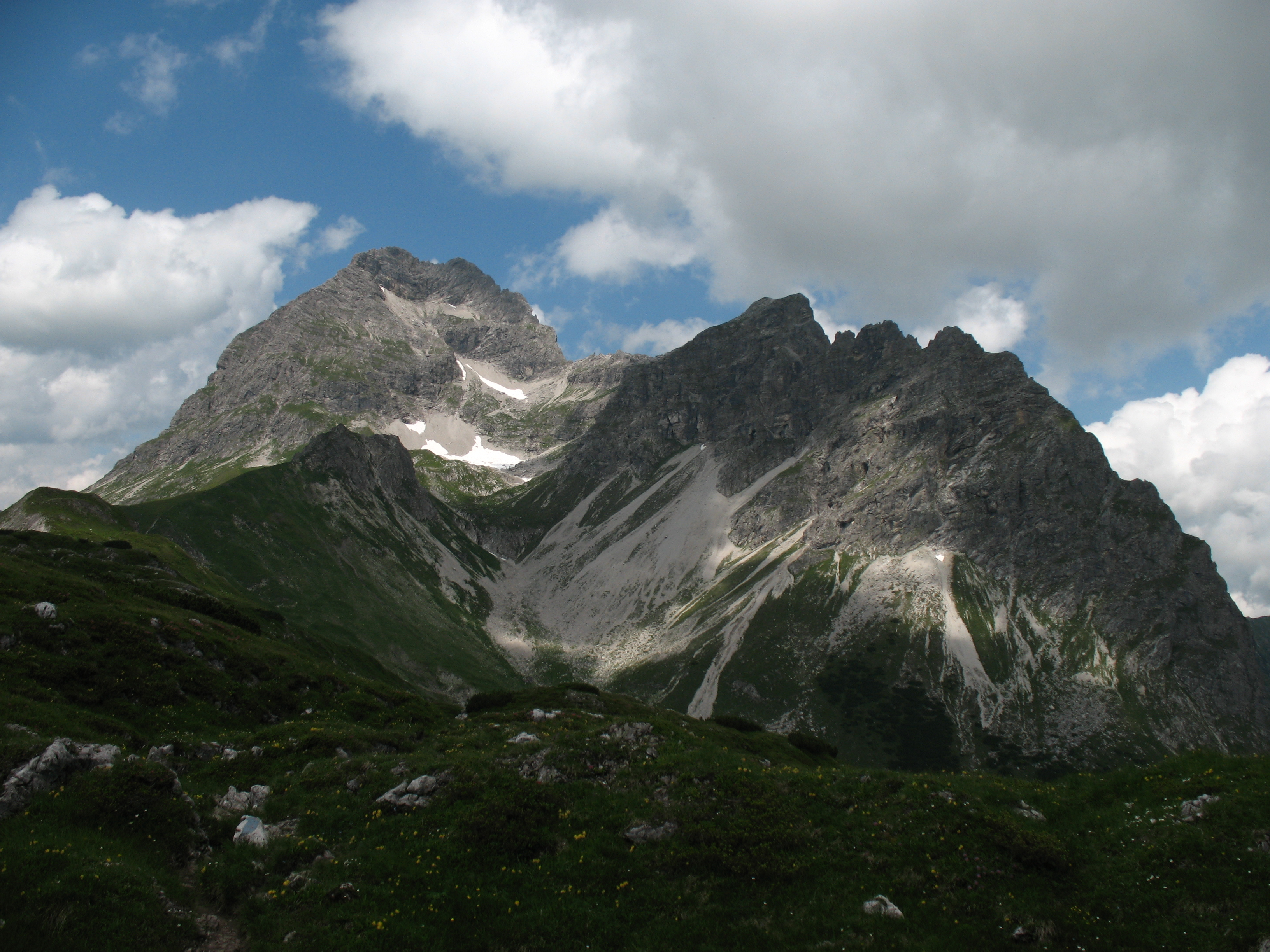
Ostansicht
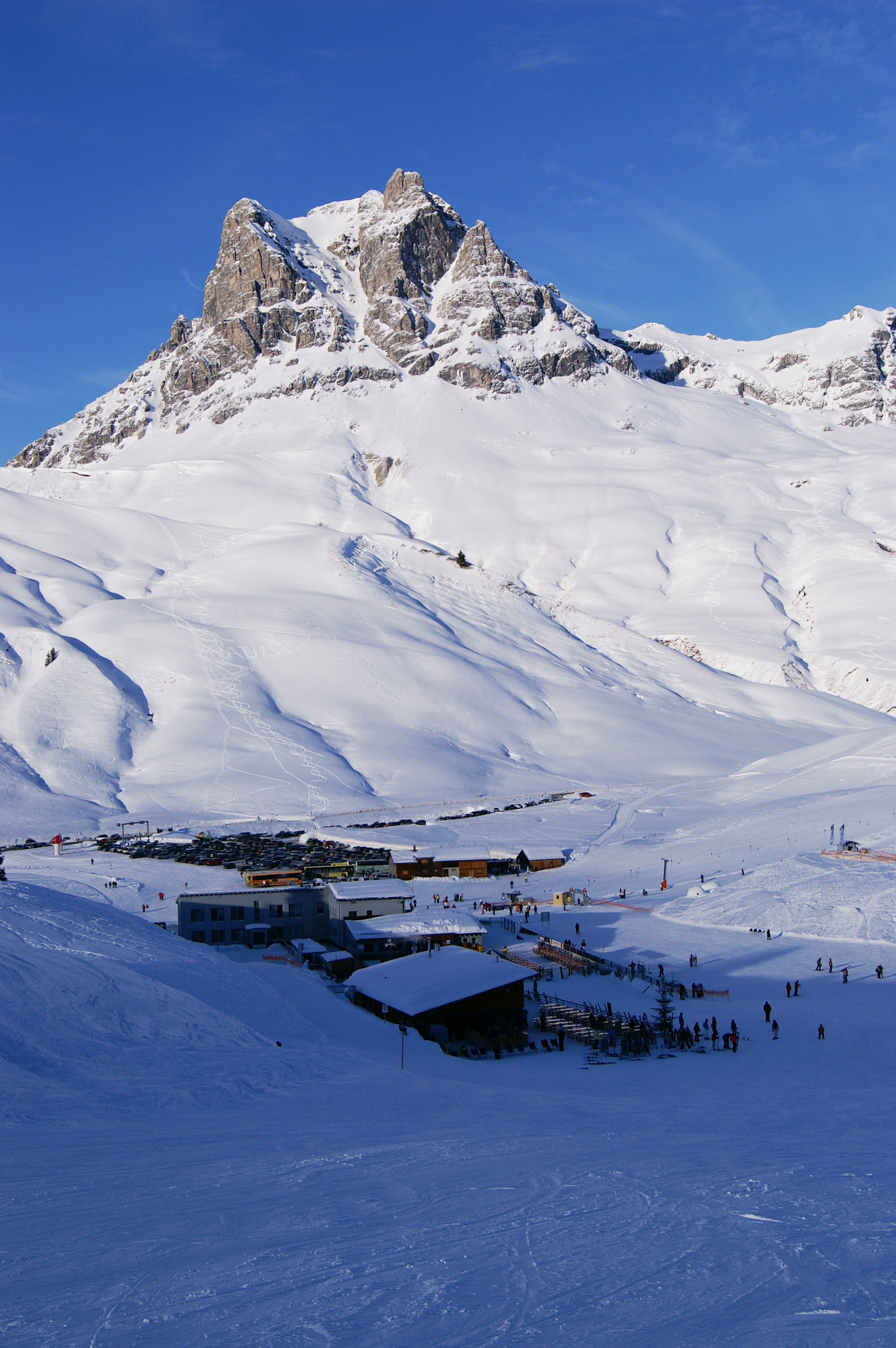
Gipfel, vom Saloberkopf aus gesehen
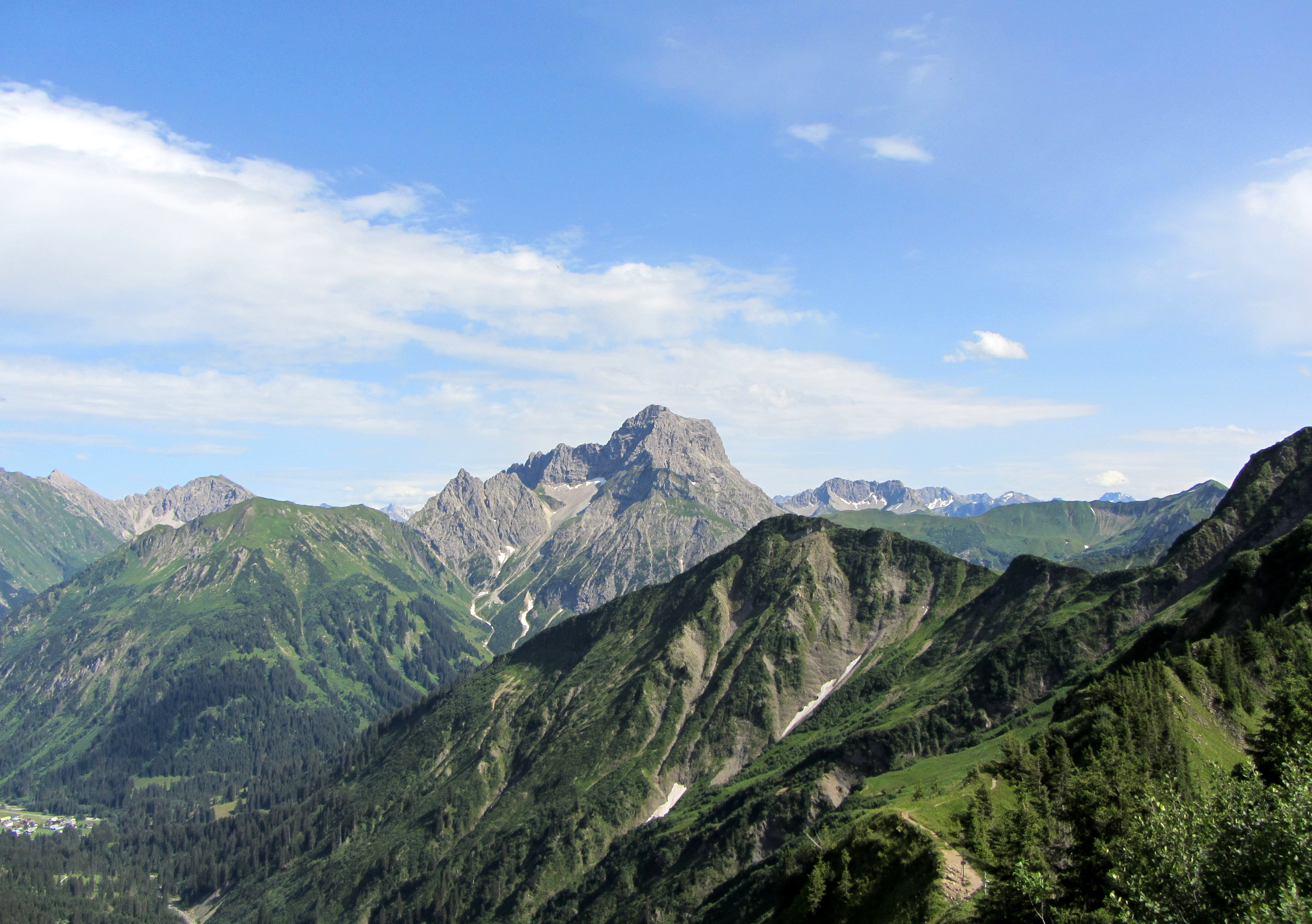
Von Baad aus gesehen
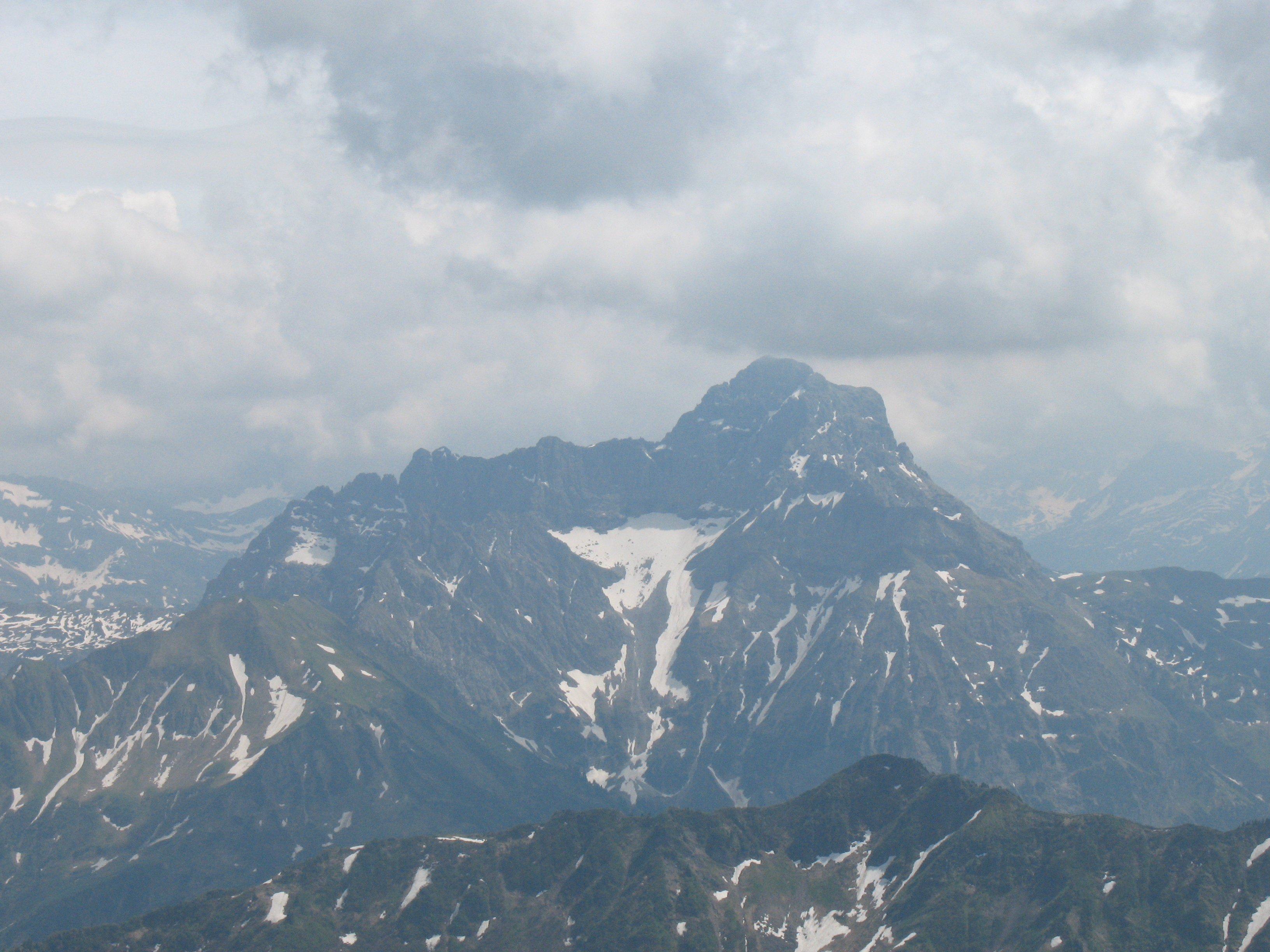
Nordansicht vom Hohen Ifen aus